# 尼古拉斯·約翰·范·貝多芬
尼古拉斯·約翰·范·貝多芬（德語：Nikolaus Johann van Beethoven；1776年10月2日—1848年1月12日）是德國地主，也是著名作曲家路德維希·范·貝多芬的弟弟。

## 生平
他出生於波恩，是約翰·范·貝多芬與妻子瑪麗亞·瑪格達萊娜·克維里希的幼子。 他接受藥劑師培訓，1795年前往維也納與兄長路德維希和卡斯帕同住。為紀念已故父親，他要求別人稱他為「約翰」。他在維也納擔任藥劑師助手，1808年在林茨開設藥房。
1809年，拿破崙入侵奧地利，在林茨設立傷兵營。約翰為法軍提供藥品，因而致富。
1812年，約翰宣布要與管家特蕾莎·奧伯邁爾結婚。當時路德維希剛從特普利采溫泉療養回來，專程到林茨勸阻這場他認為不匹配的婚姻，甚至向當地政府申訴，但未能成功。約翰於1812年11月8日與特蕾莎·奧伯邁爾（1787–1828）成婚，兩人沒有子女。
1819年，約翰購入格奈克森多夫的瓦瑟霍夫莊園。此後他在給路德維希的信中署名「地主弟弟約翰敬上」，路德維希則回信署名「『腦主』哥哥路德維敬上」作為幽默回應。
1826年秋，路德維希到格奈克森多夫探望約翰。在此期間，他創作了弦樂四重奏Op. 130的終曲，這是他完成的最後一部作品。這首終曲是應出版商要求，替代原版《大賦格》的新作。他於9月開始創作，1826年11月22日將手稿寄給出版商。

## 人物印象
作曲家好友斯特凡·馮·布羅伊寧之子格哈德·馮·布羅伊寧向傳記作家亞歷山大·惠洛克·塞耶如此描述約翰：「他的骨架不算特別大，但比路德維希魁梧。鼻子大而長；兩眼位置不對稱，看起來像有斜視......他穿著講究得像個富家公子，但這打扮與他棱角分明的身材很不相稱。他與兄長路德維希毫無相似之處。」
莫里茨·利赫諾夫斯基伯爵在1822/23年冬季談及約翰時（這段對話記錄在貝多芬的談話本中）說：「人人都拿他當笑柄，我們直接叫他『騎士先生』——大家都說他唯一的優點就是冠著你的名字。」